# Paper encerat sec
El paper encerat sec, creat per Gustave Le Gray el 1851, va ser una modificació i millora del procés fotogràfic anomenat calotip de William Fox Talbot. Proporcionava imatges de gran qualitat i va ser molt utilitzat a la dècada dels cinquanta sobretot en arquitectura i paisatge. Aquest tipus de paper s'emprava per els processos negatius. Així doncs, és un paper revestit de cera verge fosa que tapona els porus del paper negatiu, reduint el gra, facilita el tiratge de les proves i aproxima la seva textura i la seva transparència a la del cristall.
Aquesta proposta d'encerar el paper abans de la seva sensibilització, va fer que es millores la definició i també, es conserves amb més facilitat. En comparació, el paper del calotip tenia que utilitzar-se poc després de sensibilitzar-lo, mentre que l'encerat conservava les seves propietats durant setmanes, un aspecte molt interessant pels fotògrafs que viatjaven. En definitiva, la millora de Le Gray, donava una imatge molt superior a la del calotip de Talbot.

## Procés del paper encerat[1]
Per emprar aquesta tècnica, es seguien aquests passos:
1. Es col·locava un paper de bona qualitat en una placa de coure platejat calenta i es fregava amb cera verge.
2. S'eliminava l'excés de cera amb una planxa i paper secant.
3. El paper s'impregnava en una solució ioditzant de fluorur potàssic, cianur potàssic, iodur potàssic, aigua d'arròs i lactosa.
4. Un cop sec, el paper podia guardar-se fins a 14 dies abans de la seva utilització.
5. Llavors se sensibilitzava deixant-lo flotar breument en solució de nitrat de plata, es deixava eixugar i s'exposava.
6. Es revelava en solució d'àcid gàl·lic, es rentava i fixava amb hiposulfit.

Després de sensibilitzar-les i una vegada exposades, és conservaven fins a sis mesos abans de ser revelades. Així, permetia tenir el paper preparat amb antelació; em temps assolellat necessitava una exposició de 5 minuts i amb llum normal, de 10 a 30 minuts. Evidentment, proporcionava una millor mobilitat que els daguerreotips degut al seu poc pes i espai. També cal dir, que la seva major inconveniència era la baixa sensibilitat, que exigia temps d'exposició en la majoria dels casos llargs.